# François Duvalier
François Duvalier (cirka 14. april 1907 – 21. april 1971), også kaldet Papa Doc, var Haitis præsident fra 1957 og senere diktator (præsident for livet) fra 1964 til sin død. Hans private hær, kaldet Tonton Macoute ("tonton" betyder onkel, og "macoute" er en taske af strå), var berygtet for sin grusomhed. Duvalier kaldte sig selv for en houngan (en mandlig voodoopræst). I 1960 var Haiti storproducent af sukker og kaffe, men var samtidig det eneste latinamerikanske land, der var med på top 25-listen over de fattigste lande i verden.
Efter François Duvaliers død i 1971 blev præsidentposten overtaget af hans søn Jean-Claude Duvalier, kaldet Baby Doc. I 1986 flygtede Baby Doc til Frankrig efter et statskup på Haiti.
François Duvalier var stærkt religiøs, og troede på voodooisme. Engang drømte han, at han havde fået fortalt af en voodoogud, at en af hans politiske modstandere, var blevet forvandlet til en hund, i håb om at kunne gemme sig for François Duvalier, hvilket fik François Duvalier til at beordre alle sorte hunde på Haiti døde, i frygt for, at han ville vende tilbage til normal skikkelse, og overtage magten.